# Saint-Pierre-de-Varennes
Saint-Pierre-de-Varennes ist eine französische Gemeinde mit 837 Einwohnern (Stand: 1. Januar 2022) im Département Saône-et-Loire in der Région Bourgogne-Franche-Comté. Die Gemeinde gehört zum Arrondissement Autun und zum Kanton Le Creusot-2 (bis 2015: Kanton Couches).

## Geografie
Saint-Pierre-de-Varennes liegt etwa 19 Kilometer südöstlich von Autun und etwa 27 Kilometer westnordwestlich von Chalon-sur-Saône. Umgeben wird der Weinbauort von den Nachbargemeinden Saint-Émiland im Norden, Couches im Nordosten, Saint-Jean-de-Trézy im Osten, Essertenne im Südosten, Le Breuil im Süden sowie Saint-Firmin im Westen und Südwesten.

## Bevölkerungsentwicklung
| Jahr                      | 1962 | 1968 | 1975 | 1982 | 1990 | 1999 | 2006 | 2013 |
| Einwohner                 | 565  | 532  | 502  | 636  | 830  | 830  | 829  | 840  |
| Quelle: Cassini und INSEE |      |      |      |      |      |      |      |      |

## Sehenswürdigkeiten
- Schloss Brandon, Monument historique

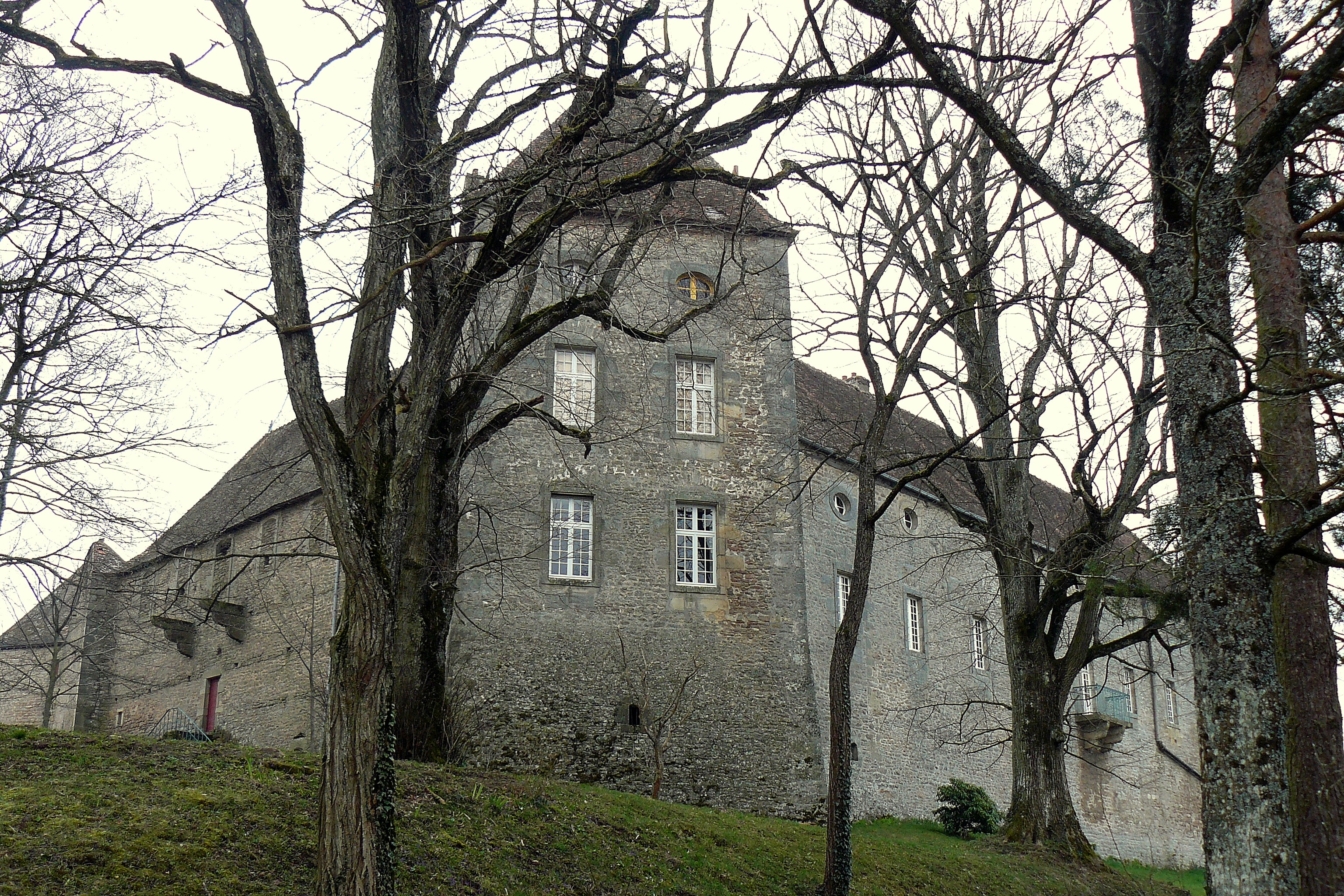
Schloss Brandon